# Iniesta
Iniesta es un municipio y localidad española de la provincia de Cuenca, en la comunidad autónoma de Castilla-La Mancha. Cuenta con una población de 4525 habitantes (INE 2024).

## Geografía

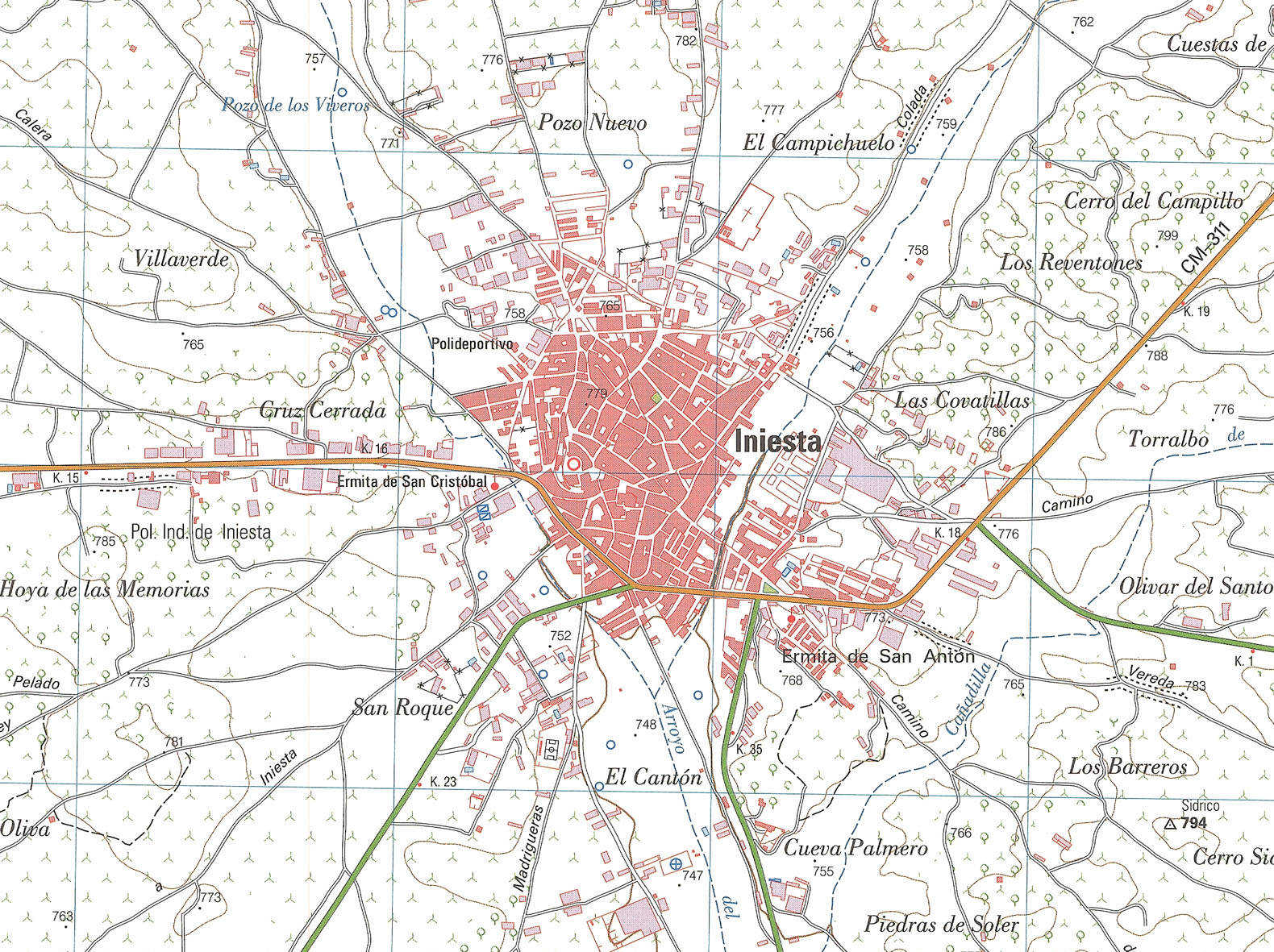
Iniesta en el MTN (1:25.000) del Instituto Geográfico Nacional (2011)

Situado en la comarca de Manchuela conquense, el extremo oriental de La Mancha, dista 99 kilómetros de la capital provincial. Cuenta con un extenso e irregular término municipal (23841 ha), cuyo relieve es predominantemente llano, con algún arroyo estacional y algunas elevaciones al norte. Al sureste, el río Cabriel y su accidentada ribera forman una pequeña parte de su límite territorial. El pueblo se alza a 868 metros sobre el nivel del mar. Está bien comunicado con varias carreteras autonómicas, la antigua N-3 y la autovía del Este, que atraviesa su territorio entre los pK 218 y 221. Comprende las pedanías de Alcahozo y Casas de Juan Fernández, así como el Sitio de Consolación (donde se sitúa un santuario). 
| Noroeste: Motilla del Palancar          | Norte: Campillo de Altobuey y Castillejo de Iniesta | Noreste: Puebla del Salvador y Graja de Iniesta                      |
| Oeste: El Peral y Villanueva de la Jara |                                                     | Este: Villalpardo, Villarta, Minglanilla y Venta del Moro (Valencia) |
| Suroeste: Villagarcía del Llano         | Sur: Ledaña                                         | Sureste: El Herrumblar y Villamalea (Albacete)                       |

## Historia
Durante muchos años se han ido encontrando en todo su extenso término municipal numerosos restos arqueológicos de distintas épocas históricas, datándose aquellos más antiguos en el período neolítico y la Edad del Bronce. En 1995 se procedió a realizar la primera excavación científica desenterrando una necrópolis ibera conocida con el nombre de Punta del Barrionuevo, por estar situada al final de la calle de ese nombre, dentro del casco urbano. Posteriormente se excavó otra necrópolis ibérica donde apareció uno de los mosaicos de cantos pintados más antiguos de todos cuantos se conocen en el arco mediterráneo.
De la época de la Romanización los restos encontrados son variados y de máxima calidad: un puente, varias estelas, aras votivas, restos de villas romanas, monedas, etc., considerándose por una mayoría de historiadores como la antigua Egelasta, y consiguiendo una fama inusual por la calidad de su sal tan importante para las salazones de esa época que era extraída de las diferentes minas que existían en la zona.
En el período árabe, siendo conocida como Yanasta, fue un núcleo económico de relativa importancia regional, basado en el cultivo del azafrán, la ganadería lanar y la artesanía de sus alfombras. En los últimos años de dominación musulmana, la situación de frontera con el reino de Castilla le obligó a poseer una muralla y un castillo, que sería desmochado en tiempos de los Reyes Católicos y del que quedan algunos vestigios en el llamado Torreón.
lniesta fue conquistada por Alfonso VIII en 1186, pasando a formar parte de la frontera castellana, con lo que sufrió el abandono de la práctica totalidad de su población andalusí, lo que venía siendo habitual en la época. El devenir histórico de Iniesta es algo desconocido durante el siglo XIII, destacando la concesión del Fuero de Cuenca en 1253 por Alfonso X el Sabio. Sin embargo, dos años después, Iniesta pasó a formar parte de la ciudad y tierra de Cuenca hasta un momento algo incierto a finales de siglo, cuando pasó a conformar la herencia recibida por el infante Manuel,, constituyendo el núcleo primigenio de lo que sería el Marquesado de Villena.
Como parte del Marquesado de Villena, Iniesta tuvo varios señores como fueron Juan Manuel, Alfonso de Aragón, los reyes Juan I y Enrique III, y Juan Pacheco, así como Enrique de Aragón y Ruy Díaz de Mendoza (que arregló el puente que hay en el paseo homónimo) que sin ser marqueses de Villena, poseyeron la villa. A pesar de la enorme inestabilidad política, durante este período, Iniesta aumenta en población, cobrando importancia económica y política, tanto es así que, dentro de la Hermandad del Marquesado de Villena, llega a ser el tercero para votar en las Juntas del Marquesado, después de Villena y Chinchilla.
De esta época destaca un ilustre personaje como es Enrique de Aragón, nieto de Alfonso de Aragón el Viejo y legítimo del Marquesado de Villena, del que no llegó a disfrutar. Como compensación, obtuvo el señorío de la villa, llegando a tener casa-palacio en lo que entonces era el Castillo; allí elaboró parte de sus libros y una biblioteca que llegó a cobrar gran fama en esa época. Los libros en su mayoría fueron quemados por el inquisidor Fray Lope de Barrientos (la gente creía que hacía hechizos en el sótano del castillo).
Tras la guerra de sucesión castellana, los Reyes Católicos modificaron la condición de la villa a realengo, que nunca más cambió. Tras la pacificación, Iniesta, al igual que el resto de su comarca, viviría la expansión agrícola que marcó el inicio del siglo XVI, con un notable aumento de las roturaciones de tierras, que empujó a muchos iniestenses a desplazarse a parajes de la vecina Villanueva de la Jara, dando lugar a las poblaciones de Madrigueras y Villagarcía del Llano. Este tiempo estuvo caracterizado por la llegada de familias de canteros y artesanos del norte, que construyeron casas para la incipiente burguesía, que comenzaba a cobrar importancia política mediante su influencia en el concejo y los nomramientos de hidalguía.
Carlos I, en el siglo XVI, concede como dote a Isabel de Portugal la villa de Iniesta. La revuelta de las Comunidades trajo hasta Iniesta al mismísimo obispo Acuña con el fin de reclutar gentes para luchar contra el rey. Durante el reinado de Felipe II, según consta en sus Relaciones topográficas, Iniesta era considerada como una de las localidades más influyentes de la provincia de Cuenca. Los siglos venideros mantendrán el enclave iniestense con su importancia político-administrativa, siendo en varias ocasiones cabeza de partido.
El siglo XVII destaca por el gran desarrollo urbanístico con la construcción de importantes casas-palacio en la villa. Ya en el siglo XVIII sobresalen una serie de personajes ilustres de la vida religiosa del país: obispos, santos, etc. Las continuas guerras decimonónicas y la política general del país marcaron una decadencia histórica muy acusada no solo en Iniesta sino en todas las regiones de España.
Ya en el siglo XX la revolución industrial en la agricultura motivó un despegue generalizado que solo se vio truncado por la guerra civil de 1936 y su dura posguerra. Después vendrían años de emigración a las grandes ciudades, principalmente Valencia y Barcelona, y también al extranjero, hasta llegar al momento actual como época de máximo nivel de vida jamás alcanzado en la historia de Iniesta. En la actualidad, una gran parte de los residentes en Iniesta son emigrantes, que provienen mayoritariamente de Ecuador y Rumanía.

## Demografía
Iniesta cuenta con una población de 4525 habitantes (INE 2024).
| Gráfica de evolución demográfica de Iniesta entre 1842 y 2021                                                       |
| |
| Población de derecho según los censos de población del INE Población de hecho según los censos de población del INE |

### Población por núcleos
Desglose de población según el Padrón Continuo por Unidad Poblacional del INE.
| Núcleos                 | Habitantes (2015) | Varones | Mujeres |
| ----------------------- | ----------------- | ------- | ------- |
| Alcahozo                | 23                | 15      | 6       |
| Casas de Juan Fernández | 69                | 3       | 1       |
| Iniesta                 | 4372              | 2147    | 2225    |

## Economía

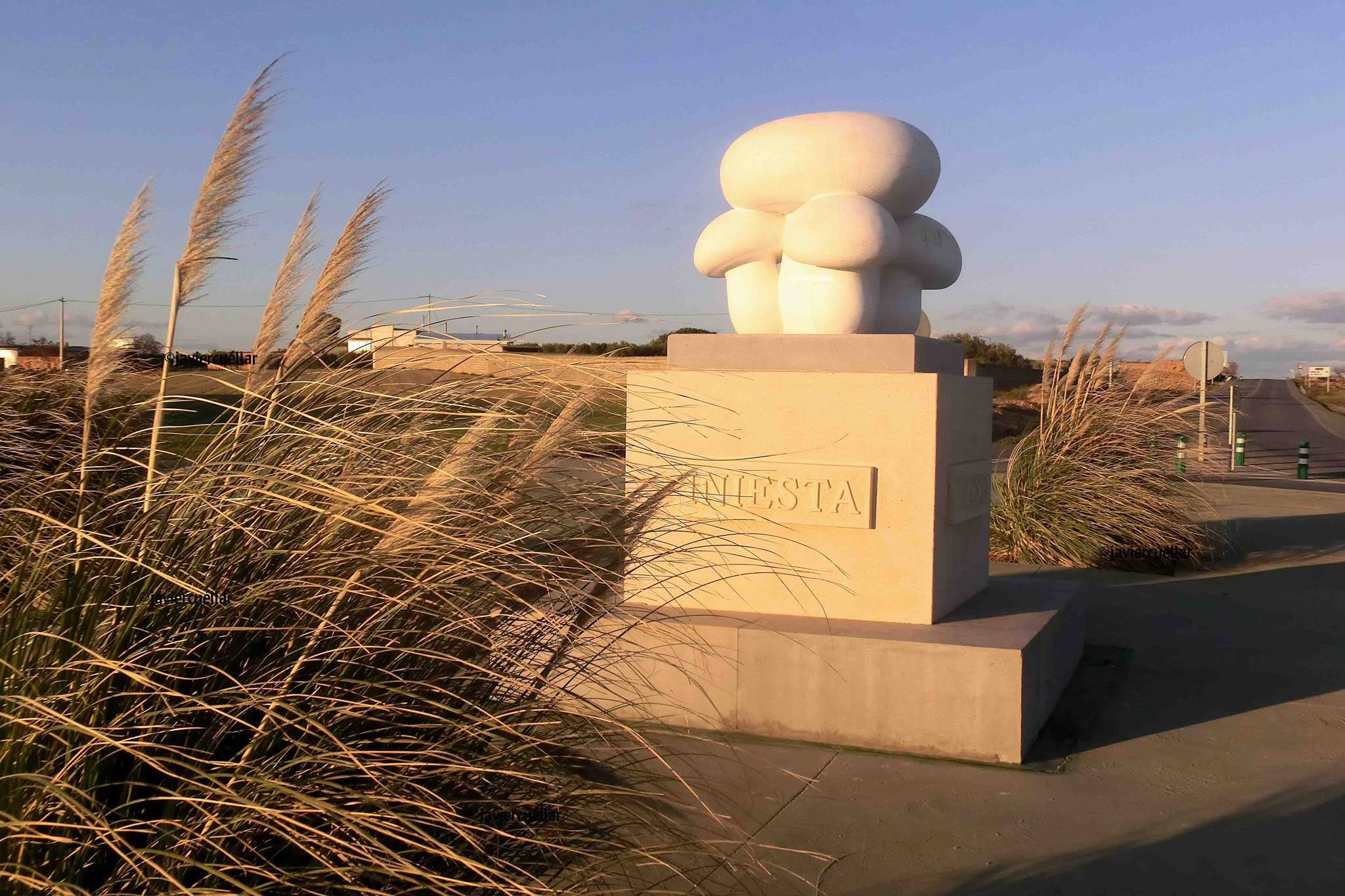
Monumento al Champiñón de Iniesta

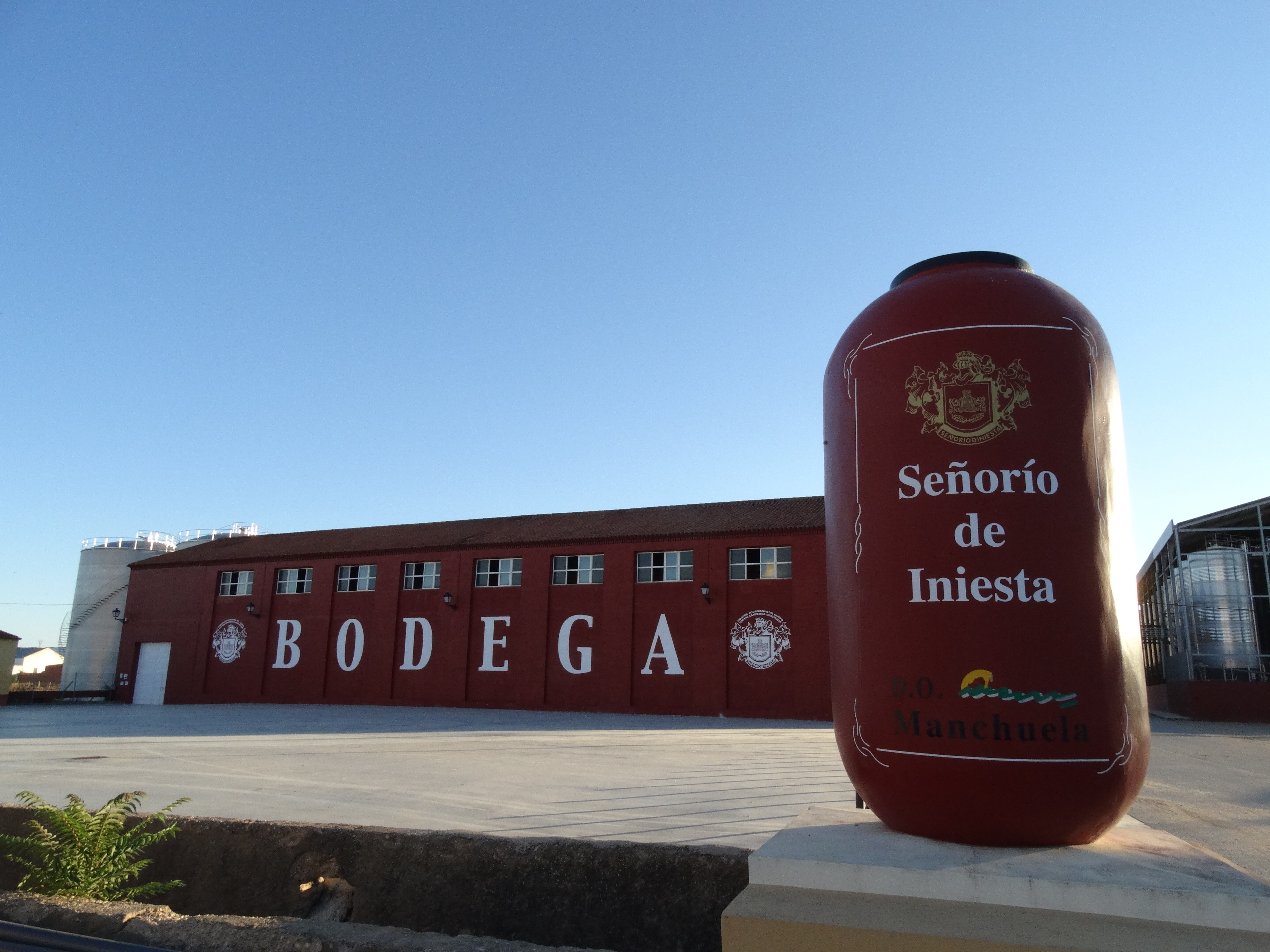
Cooperativa de Iniesta

Se estima que, a principios de 2008, Iniesta se aproximaba a 5000 habitantes, con un gran desarrollo económico que se ve reflejado en los sectores agrícola, industrial y ganadero. Aunque eminentemente cerealista, en las últimas décadas el cultivo vitivinícola, con una capacidad de elaboración de más de 40 millones de kg de uva en las bodegas de la Cooperativa U.C.I., ha convertido a Iniesta en uno de los puntos más importantes de producción provincial. Al mismo tiempo, como producto alternativo a las tradicionales faenas agrícolas, el cultivo del champiñón ha significado un verdadero empuje económico, no solo para Iniesta sino también para pueblos cercanos como Quintanar del Rey, Villanueva de la Jara o Casasimarro, produciendo entre ellos el 60 % del cultivo nacional de este producto.
Otro de los grandes recursos actuales, que por su situación estratégica es un oficio tradicional que parte de los antiguos y célebres carreteros iniestenses, es el transporte pesado de mercancías, contando con una de las mayores flotas de vehículos pesados de la provincia con un total aproximado de 400 camiones.
Cabe destacar el auge de distintas empresas que en torno al sector primario se han desarrollado en los últimos años en Iniesta, como son la Cooperativa del champiñón o la del vino, una fábrica conservera, dos empresas comercializadoras de cereales, o varias agencias de transportes, así como distintas empresas dedicadas a la cunicultura y a la ganadería porcina y ovina.
También es importante el desarrollo actual de la construcción que da empleo a numerosas personas. Con este potencial económico el sector de los servicios se encuentra en continuo cambio y desenvolvimiento ofreciendo cada día más posibilidades y oportunidades a todos sus vecinos.
El municipio de Iniesta cuenta con un auditorio municipal. Es el edificio cultural más importante de la localidad y lugar de encuentro y convivencia para todos sus vecinos. Dotado con modernas instalaciones para hacerlo multifuncional y polivalente.

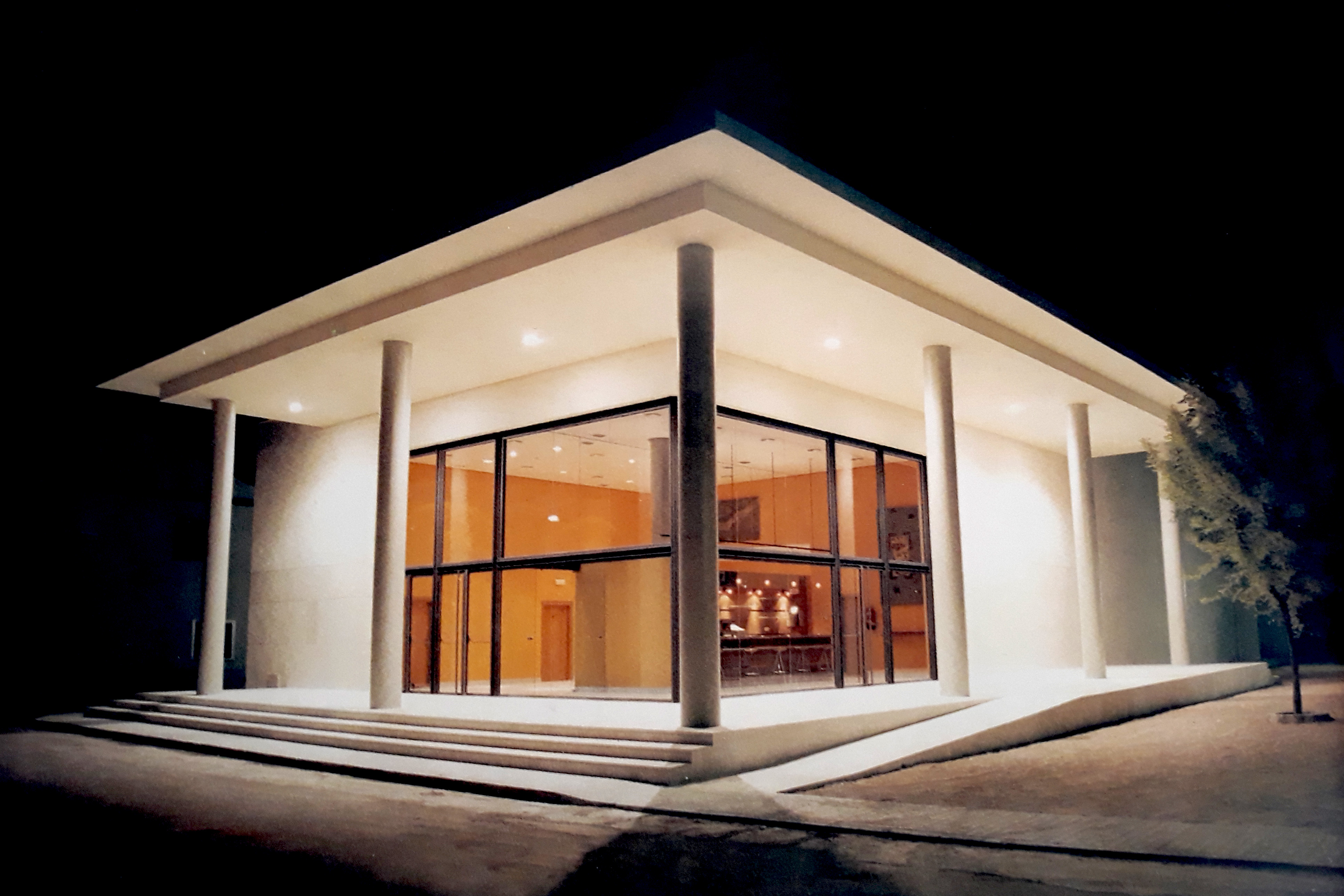
Auditorio

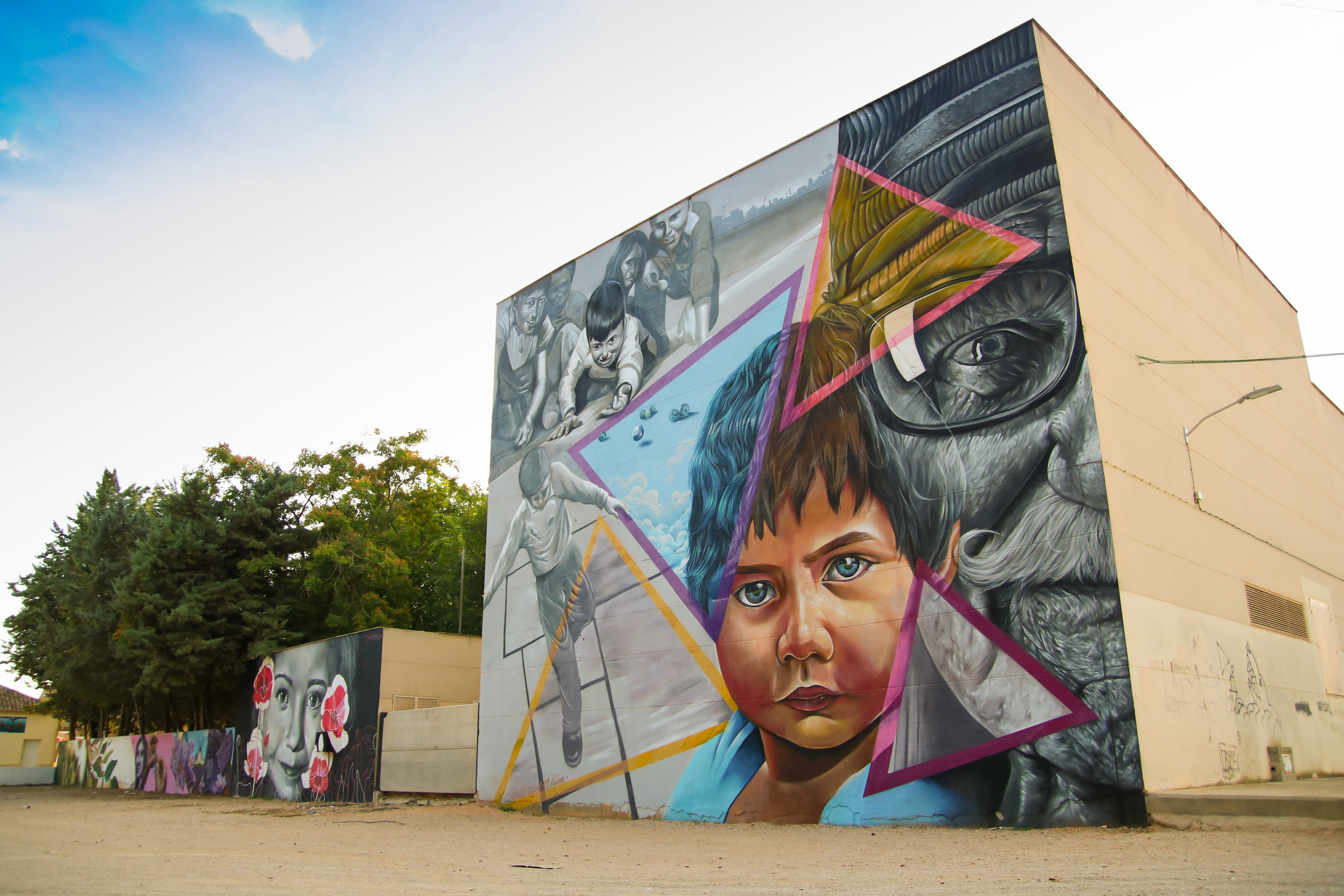
Arte urbano

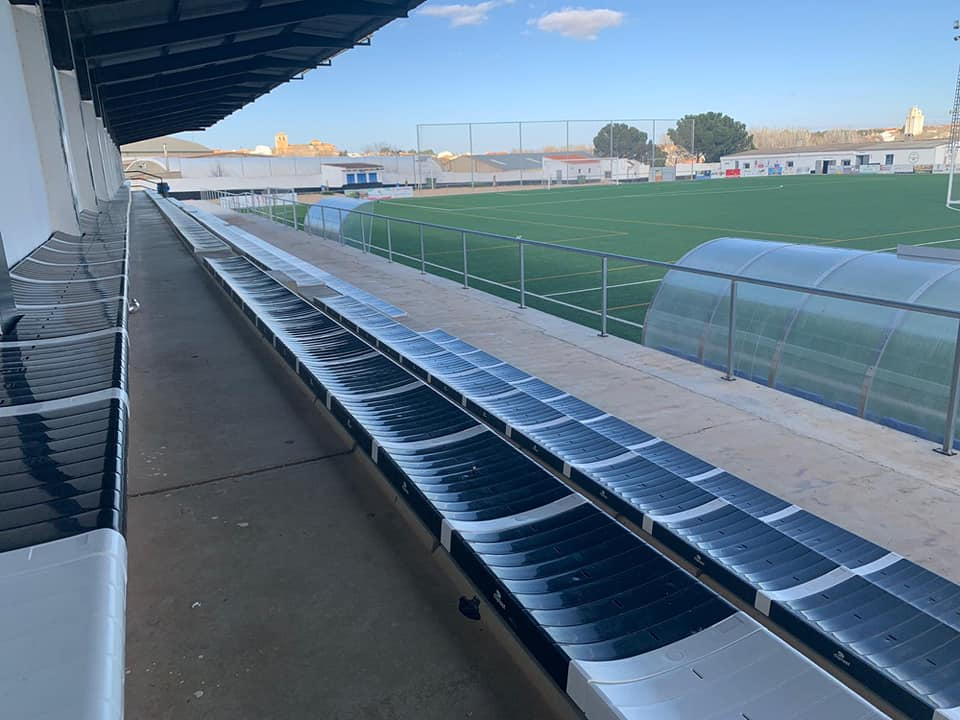
Campo de fútbol Antonio López Alfaro

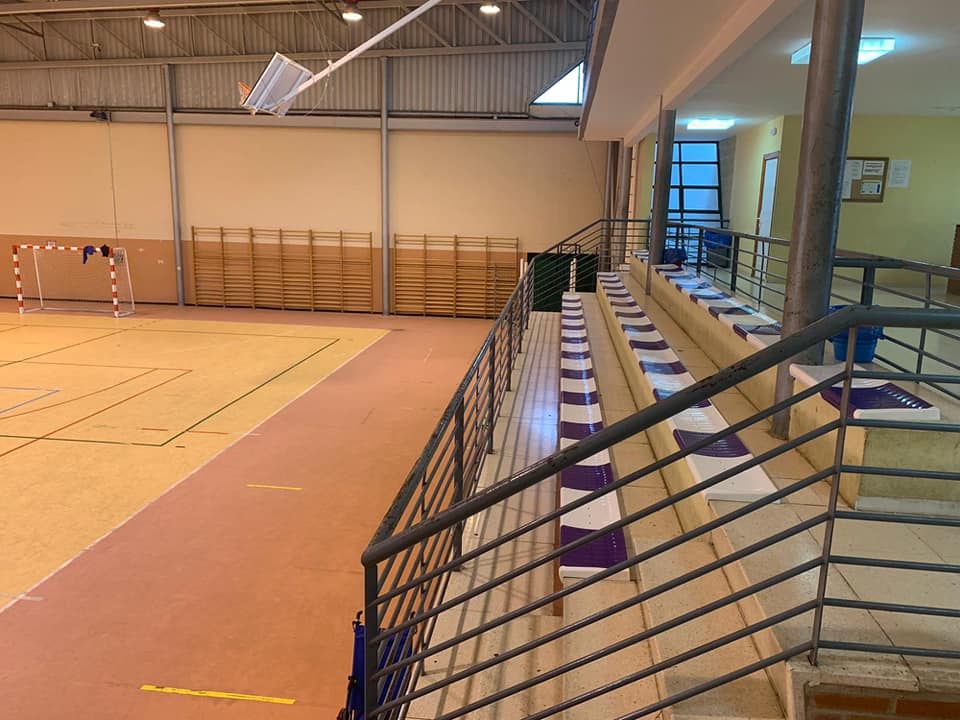
Polideportivo municipal

Cuenta con un campo de fútbol, que lleva el nombre de Antonio López Alfaro, y un polideportivo municipal.

## Administración y política
| Periodo   | Nombre                   | Partido                                  |
| --------- | ------------------------ | ---------------------------------------- |
| 1979-1983 | Antonio García Gómez     | Unión de Centro Democrático (UCD)        |
| 1983-1987 | Francisco Risueño Pérez  | PDL-Ind.                                 |
| 1987-1991 | Juan Vicente Casas Casas | Partido Socialista Obrero Español (PSOE) |
| 1991-1995 | Juan Vicente Casas Casas | Partido Socialista Obrero Español (PSOE) |
| 1995-1999 | Juan Vicente Casas Casas | Partido Socialista Obrero Español (PSOE) |
| 1999-2003 | Juan Vicente Casas Casas | Partido Socialista Obrero Español (PSOE) |
| 2003-2007 | Juan Vicente Casas Casas | Partido Socialista Obrero Español (PSOE) |
| 2007-2011 | Teodomiro Risueño Pérez  | Partido Popular (PP)                     |
| 2011-2015 | Teodomiro Risueño Pérez  | Partido Popular (PP)                     |
| 2015-2019 | José Luis Merino Fajardo | Partido Socialista Obrero Español (PSOE) |
| 2019-2023 | José Luis Merino Fajardo | Partido Socialista Obrero Español (PSOE) |
| 2023-act. | José Luis Merino Fajardo | Partido Socialista Obrero Español (PSOE) |

### Evolución de la deuda viva
El concepto de deuda viva contempla solo las deudas con cajas y bancos relativas a créditos financieros, valores de renta fija y préstamos o créditos transferidos a terceros, excluyéndose, por tanto, la deuda comercial.
| Gráfica de evolución de la deuda viva del ayuntamiento entre 2008 y 2014                             |
| |
| Deuda viva del ayuntamiento en miles de Euros según datos del Ministerio de Hacienda y Ad. Públicas. |

La deuda viva municipal por habitante en 2014 ascendía a 91,50 €.

## Patrimonio

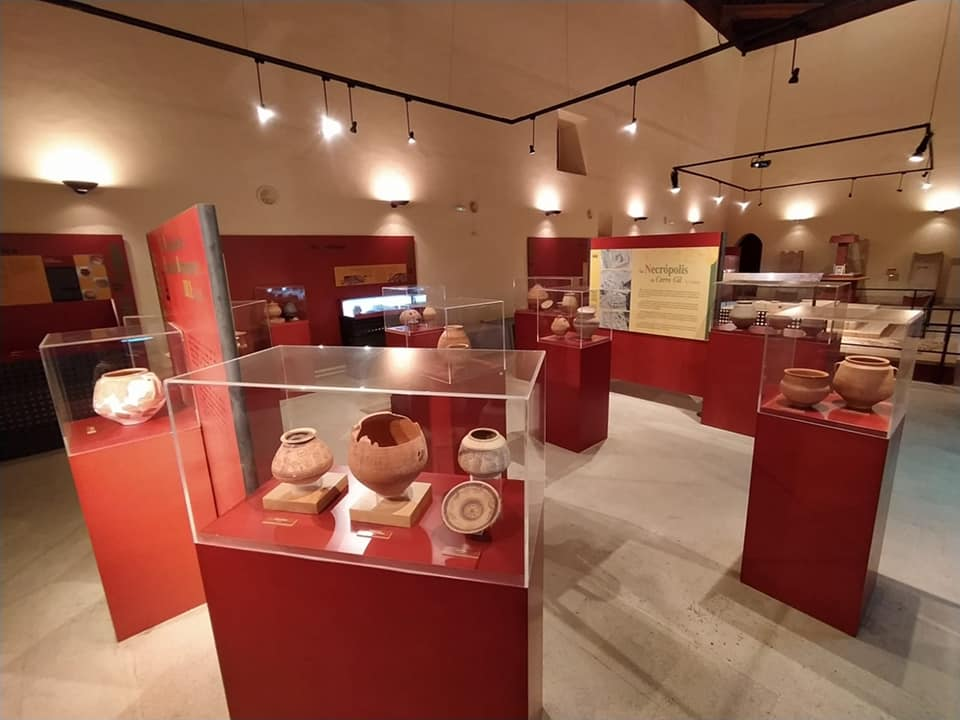
Interior museo arqueológico de Iniesta

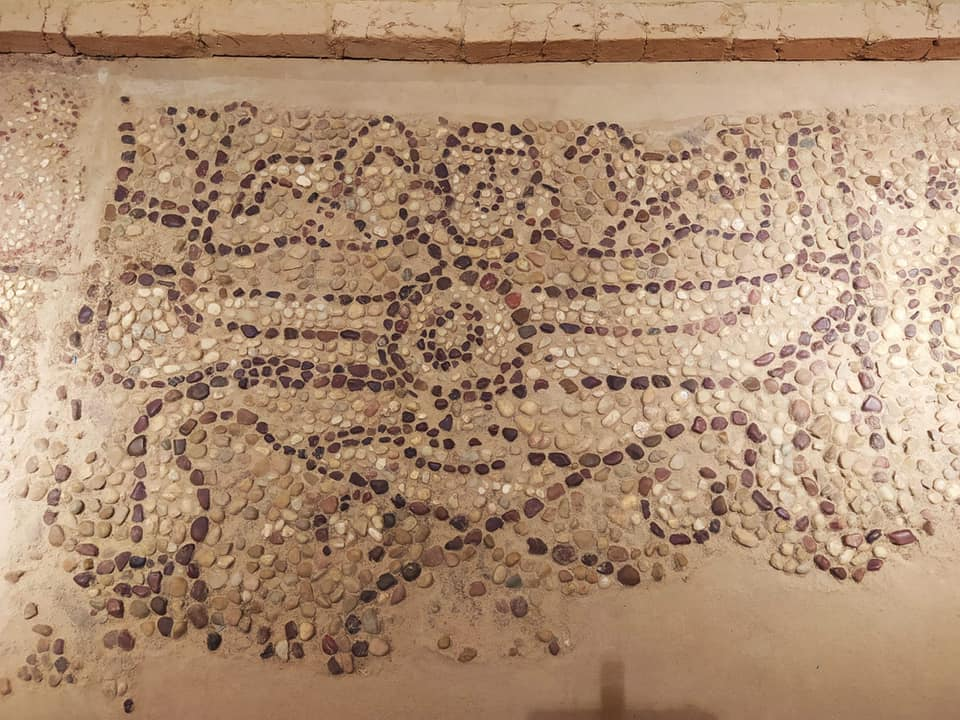
Mosaico diosa sedente

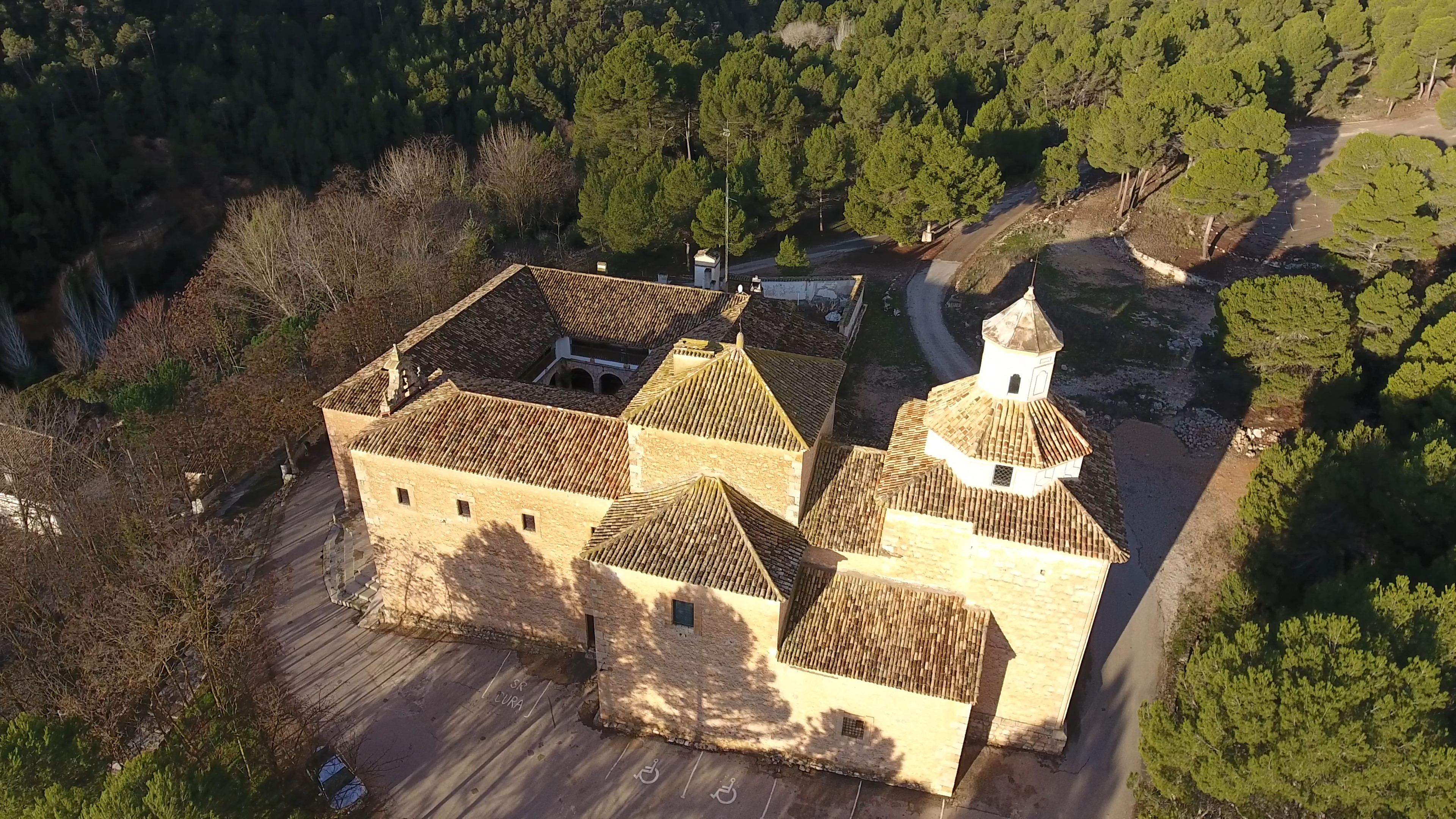
Sitio de Consolación

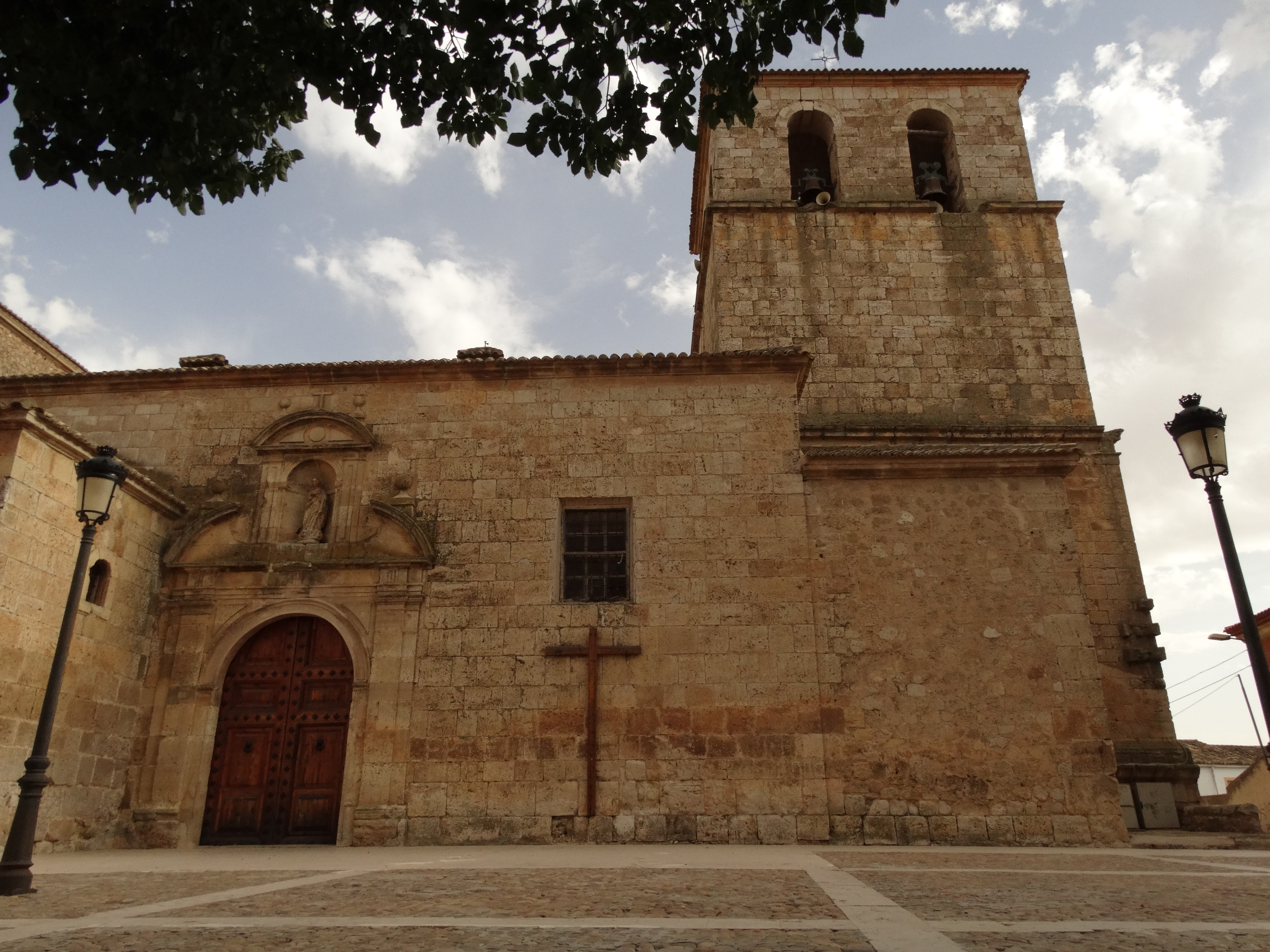
Iglesia de Iniesta

- Iglesia parroquial de la Asunción (siglos XVI-XVIII): Templo religioso de grandes proporciones, (60 m de longitud, 20 m de ancho y 20 m de altura a la cúpula) con una nave central y dos laterales con diferentes capillas, siendo la más destacada la capilla mayor o nueva que cuenta con una solería de Manises del siglo XVIII. La iglesia no guarda un estilo propio definido. En el exterior sobresale una torre cuadrada de gran tamaño y en sus fachadas cuenta con dos portadas de buena traza aunque austeras. Entre sus objetos de culto destaca en el plano artístico la custodia procesional del Corpus Christi, obra del orfebre conquense Francisco Becerril datada en 1556.
- Ermita de la Concepción (siglo XVI): Recinto de origen religioso perteneciente a un antiguo convento que en su recorrido histórico ha sido, además de ermita, sede de sindicato obrero en la última guerra civil, granero en la posguerra, almacén de champiñón hasta hace pocos años, centro cultural, y en la actualidad alberga el Museo Arqueológico de Iniesta. Mantiene su techumbre original de madera, llamada de espiga.
- Casa-palacio de Enrique de Aragón (siglo XVI): Actualmente es la sede del Ayuntamiento de la villa. De interés es su Torreón compuesto por una torre y un arco principal que, según la tradición, daba acceso al antiguo castillo, como también sus soportales o portalones que guarda entre sus columnas una de origen romano. El interior está totalmente transformado siendo reconocible tan solo la antigua cárcel con columnas de piedra y madera.
- Casa-palacio del Marqués de Melgarejo (siglos XVI-XVII): Es una de las pocas grandes construcciones palaciegas que han llegado hasta nuestros días, poseyendo una de las fachadas más interesantes del conjunto arquitectónico de la Villa. Hasta hace pocos años hizo la función de Casa-Cuartel de la Guardia Civil.
- Casa de los Canteros (siglos XVI-XVII): Casa de gran amplitud con fachada señorial y escudo blasonado con águila bicéfala (imperial). Un patio interior distribuye las distintas viviendas como característica principal y original de este edificio dentro de la arquitectura local. El nombre de esta casa viene dado por ser donde vivió un famoso militar de la guerra carlista apellidado Cantero.
- Casa de Dña. María de Luján (siglos XVI-XVII): Su interior está poco reformado, manteniendo todavía su suelo original. Destaca su monumental fachada de piedra de sillería así como sus rejas. Tiene influencias de estilo herreriano y es de las mejor conservadas.
- Casa de la Inquisición (siglos XVI-XVII): Por la importancia que tuvo la villa históricamente, hubo inquisidores que habitaron esta casa como manifiesta su escudo: cruz al centro, espada a la derecha, y a la izquierda una rama de olivo.
- Casa de Pedro I el Cruel (siglo XVI): Dice la leyenda que esta casa fue habitada por el rey Pedro I el Cruel. Posee dos fachadas blasonadas de buen trabajo en piedra y de grandes proporciones. La tradición iniestense asegura que, todavía hoy, los días de luna llena se escuchan los llantos de una joven que se resistió a acostarse con el rey, o de una amante que dejó encerrada el rey en la cueva de la casa cuando partió a guerrear.
- Casa de los Atalaya (siglo XVIII): Fachada de traza regular y de gran tamaño. En la actualidad está dividida en varias casas y en una de sus piedras se puede leer una inscripción con la fecha de construcción y el nombre de su dueño. Frente a ella se puede ver un mosaico de azulejos de Manises del siglo XVIII con la imagen de la antigua Virgen de la Consolación.

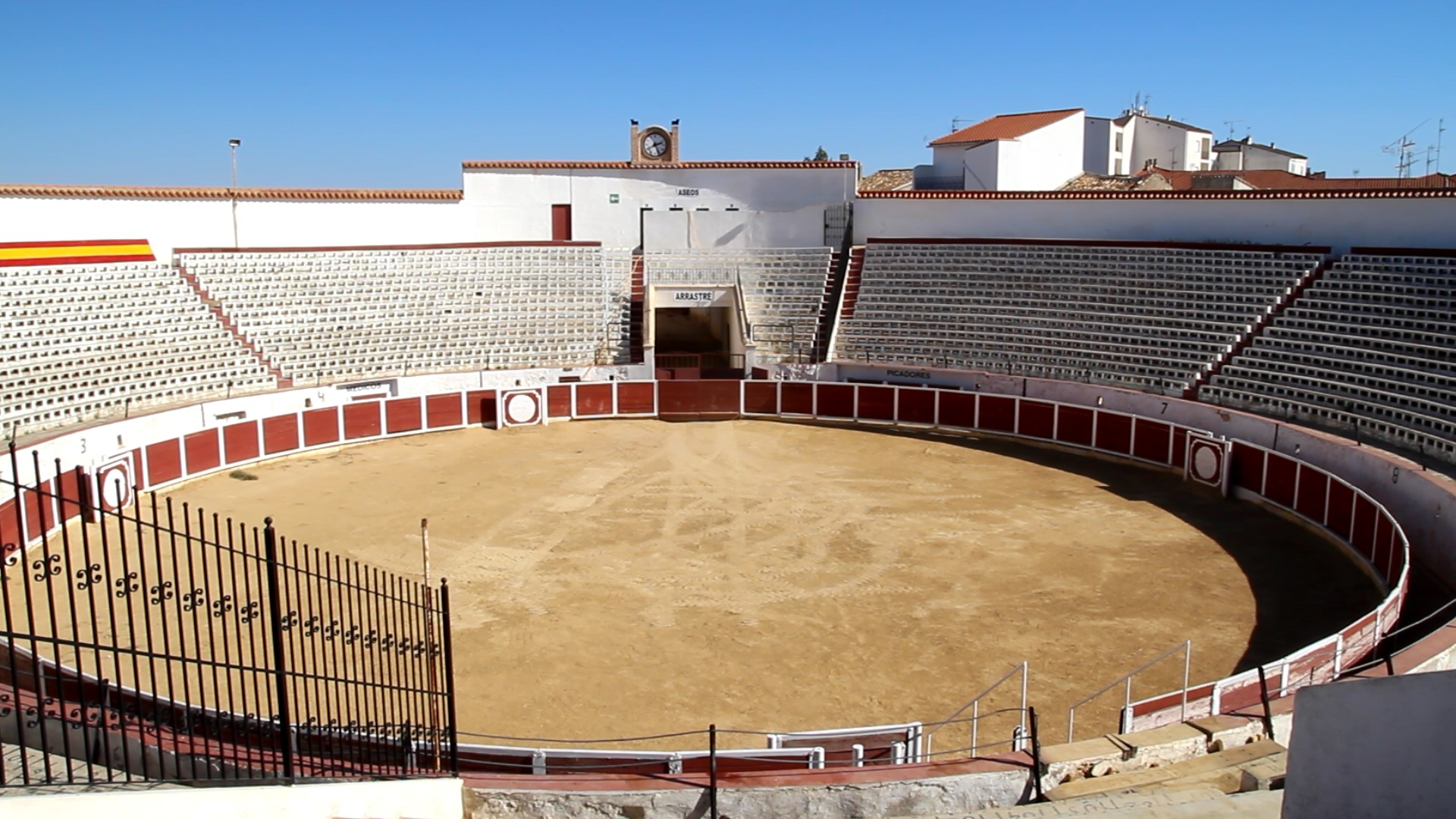
Plaza de toros

- Plaza de toros: Su origen es incierto. Destaca la originalidad de su construcción ya que se encuentra excavada en lo más alto del pueblo. Debajo del graderío de sombra todavía se conservan varias cuevas que sirvieron de vivienda a las personas más humildes hasta hace poco tiempo. Junto a la puerta de sol se puede observar una placa homenaje dedicada al torero Chicuelo II nacido en una aldea de Iniesta en 1926. La afición taurina en Iniesta ha contado en los últimos años con dos toreros de reconocido prestigio en la zona: José Manuel Prieto y José Antonio Iniesta.
- Museo Local de Iniesta: Creado y dirigido por el Centro de Estudios de la Manchuela (C.E.M.), se trata de un museo de tipo etnográfico y costumbrista. Destacan, entre sus fondos, colecciones de indumentaria tradicional, instrumentos populares, mueble dorado y policromado, ornamentos religiosos, fotografía antigua y otros objetos.
- Museo Arqueológico: Se encuentra ubicado en la antigua ermita de la Concepción, del siglo XVI, y alberga piezas arqueológicas correspondientes a distintos períodos históricos, aunque está especializado en la etapa ibera. Entre sus fondos más destacados destaca el mosaico de cantos pintados datado en el siglo V a. C. que representa a una diosa sedente, que fue hallado en la necrópolis conocida como Cerro Gil.
- Sitio de Consolación: Es un paraje natural con abundante vegetación autóctona: pinos, robles, encinas, jaras, romeros, etc. En él existen un santuario y una hospedería de los siglos XVII y XVIII, junto a un conjunto de casas de retiro. A este santuario es adonde, el Domingo de Pentecostés, traen a la Virgen de Consolación los iniestenses. La imagen permanece en el sitio hasta el tercer domingo de agosto, fecha en que vuelve a ser llevada a la iglesia del pueblo para dar inicio a la fiesta mayor de verano. Las romerías para ambos traslados están declaradas de interés turístico regional. El Sitio de Consolación se encuentra a unos 13 km de Iniesta. La construcción más relevante es precisamente el santuario, que alberga un bellísimo retablo barroco. Por el santuario pasa el GR 66 (sendero de gran recorrido que recorre todo el Valle del Cabriel).

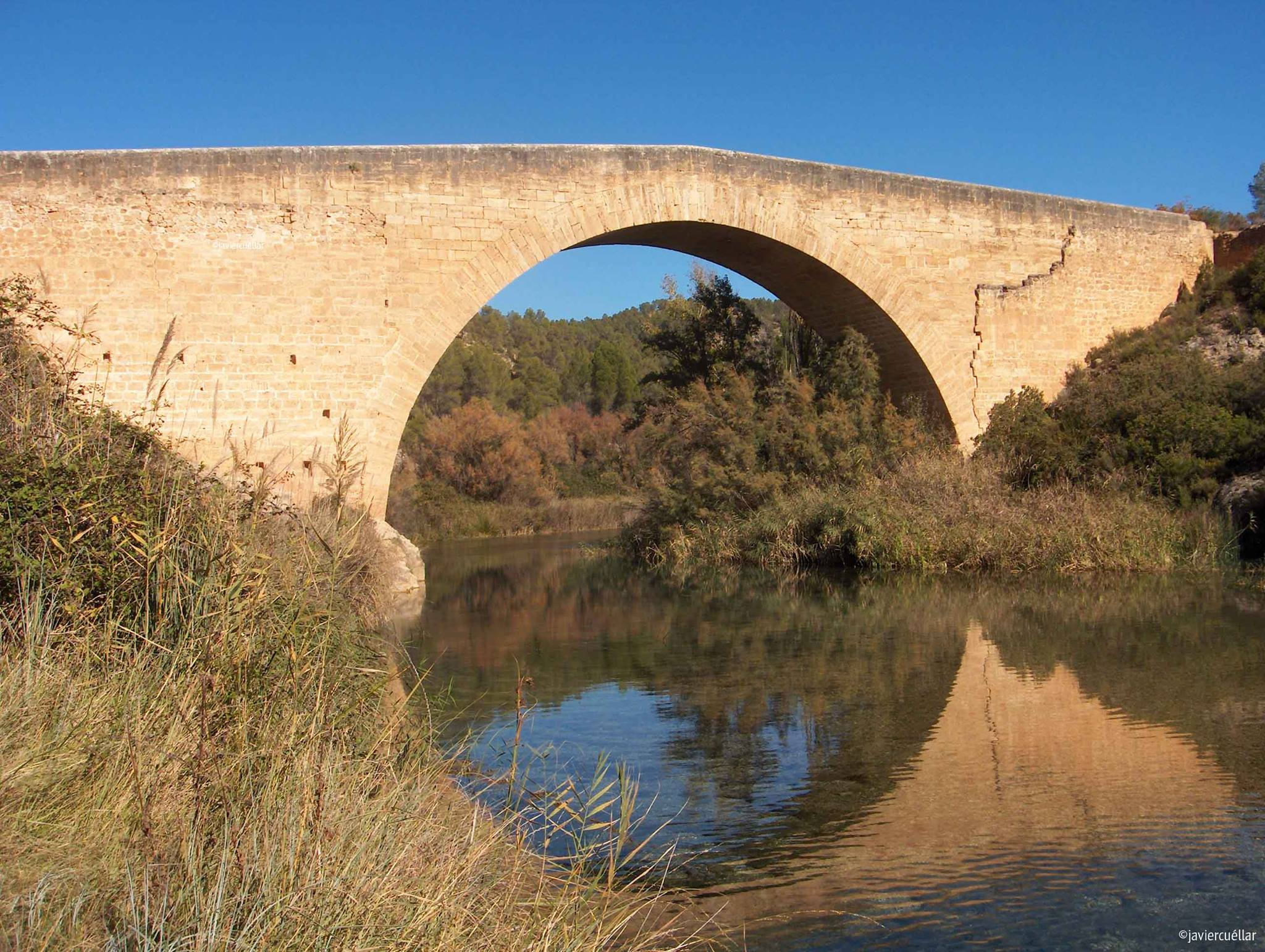
Puente de Vadocañas

- Casi al final del descenso hacia el río Cabriel, llegamos a la venta de Vadocañas y al puente que lleva el mismo nombre. Se trata de un puente espectacular, de más de 80 m, acabado en 1591 por los vecinos de Iniesta en el lugar que ocupaba otro puente romano. Sirvió de aduana entre los reinos de Castilla y Aragón, manteniendo esta función hasta el siglo XIX.

Ermita de San Antón Abad

- Ermita de San Antón Abad, donde una misa dedicada a San Antón Abad en la parroquia marca el inicio de la fiesta. Después, una larga procesión custodia al Santo hasta la ermita, recientemente reformada, donde esperan bajo un espléndido sol centenares de fieles con sus perros, gatos, caballos, tortugas, pájaros, etc., para dar las tradicionales tres vueltas alrededor de la ermita. Posteriormente, el sacerdote, bajo la atenta mirada del protector de los animales, bendice uno por uno a todos ellos.